# NGC 138
NGC 138 é uma galáxia espiral na direção da constelação de Pisces. O objeto foi descoberto pelo astrônomo Albert Marth em 1864, usando um telescópio refletor com abertura de 48 polegadas. Devido a sua moderada magnitude aparente (+13,9), é visível apenas com telescópios amadores ou com equipamentos superiores.